# 芭芭拉·施塔姆
芭芭拉·施塔姆（1944年10月29日—2022年10月5日）是一名德國巴伐利亞基督教社會聯盟的政治人物。她於1969年加入基社盟，1972年起擔任維爾茨堡市議會議員，1976年起擔任巴伐利亞州議會議員。1993年至2017年，她擔任基社盟的副主席，2008年至2018年擔任州議會議長，是該職位上的第一位女性。她被認為是最受歡迎的巴伐利亞政治家，也是她所在政黨的「社會良知」。